# Torrfläcksjuka

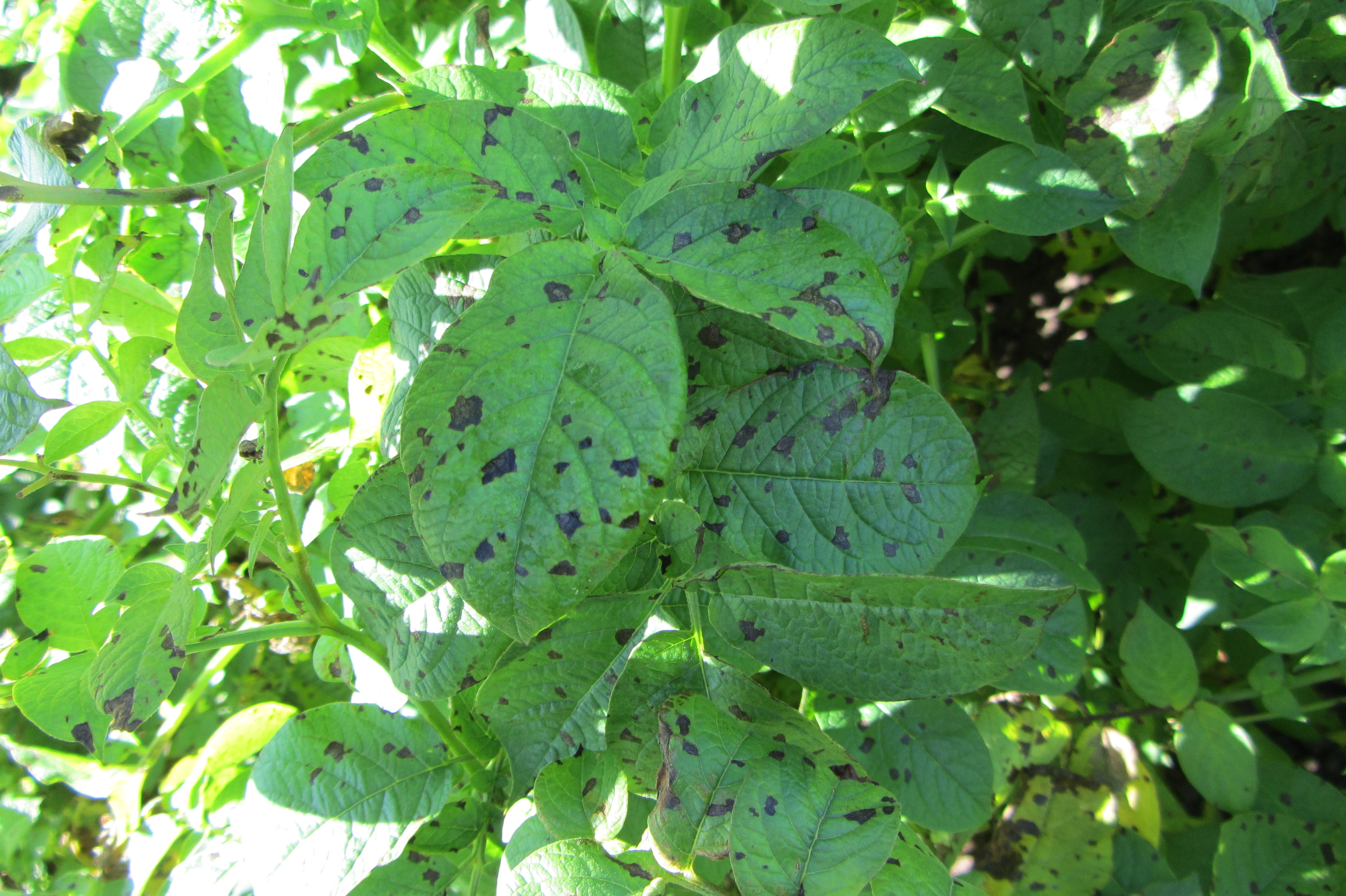
Infektion av Alternaria solani på potatisblad av sorten Kuras.

Torrfläcksjuka, eller Alternaria, är en allvarlig växtsjukdom som angriper potatis och tomater och orsakas av svampen Alternaria solani. Svampen orsakar mörka fläckar med koncentriska ringar på plantorna som sedan växer till svarta prickar av död vävnad. Den döda vävnaden leder till en tidigare nedvissning av bladmassan och därmed en lägre skörd. Sjukdomen kan förebyggas med fungicider som till exempel Boscalid + Pyraclostrobin, azoxystrobin, kaliumbikarbonat och väteperoxid. Andra metoder att förebygga sjukdomen är att tillse god ventilation samt att rotera grödor så att man endast sår grödor ur familjen Solanaceae vart tredje år. Stort sammetsblomster (Tagetes erecta) utsöndrar allelopatiska ämnen som hindrar svampsporerna från att gro.
I Sverige är torrfläcksjuka främst ett problem inom odlingen av stärkelsepotatis då den drabbar plantorna senare på säsongen när stärkelsepotatisen har en betydelsefull tillväxtperiod.